# Martras d'Ardièja
Martras de Ribèra (francès Martres-de-Rivière) és un municipi del departament francès de l'Alta Garona, a la regió d'Occitània.